# Сергієвка (Подольський міський округ)
Сергі́євка (рос. Сергеевка) — присілок у складі Подольського міського округу Московської області, Росія.

## Населення
Населення — 300 осіб (2010; 242 у 2002).
Національний склад (станом на 2002 рік):
- росіяни — 98 %